# FC Kastoria
FC Kastoria oder AGS Kastoria  (griechisch ΑΓΣ Καστοριάς – Αθλητικός και Γυμναστικός Σύλλογος Καστοριάς AGS Kastorias – Athlitikos ke Gymnastikos Syllogos Kastorias, deutsch etwa Sport- und Turn-Verein Kastoria) ist ein griechischer Fußballverein aus der makedonischen Stadt Kastoria. Der Klub wurde 1980 Griechischer Pokalsieger.

## Geschichte
Der Klub entstand 1963 durch Zusammenschluss der örtlichen Vereine Aris, Atromitos und Orestias. 1975 gelang der Aufstieg in die höchste griechische Spielklasse, die Super League. Man verblieb dort bis 1983 und erreichte die Extraklasse nochmals für die Saison 1997/1998.
1980 gewann man den Griechischen Fußballpokal durch ein 5:2 im Finale gegen Iraklis Thessaloniki. Der Griechische Super-Cup im selben Jahr wurde mit 3:4 gegen Olympiakos Piräus verloren. In der Saison 1980/81 überstand man die erste Runde im Europapokal der Pokalsieger nicht und schied mit 0:0 und 0:2 gegen Dinamo Tiflis aus.
1996 spielte Minas Hantzidis ein halbes Jahr in Kastoria bei den Γουναράδες, den Kürschnern am Kastoria-See. 2021 wurde der Verein in AS Kastoria 1980 umbenannt. 

## Spielzeiten
- 1963–1974: Football League (Griechenland)
- 1974–1983: Super League (Griechenland)
- 1983–1992: Football League (Griechenland)
- 1992–1995: Football League 2
- 1995–1996: Football League (Griechenland)
- 1996–1997: Super League (Griechenland)
- 1997–1998: Football League (Griechenland)
- 1998–1999: Football League 2
- 1999–2002: Delta Ethniki/Football League 3
- 2002–2004: Football League 2
- 2004–2009: Football League (Griechenland)
- 2009–2010: Football League 2
- 2010–2011: Delta Ethniki/Football League 3